# Аняна Калабра
Аня̀на Ка̀лабра (на италиански: Agnana Calabra) е село и община в Южна Италия, провинция Реджо Калабрия, регион Калабрия. Разположено е на 210 m надморска височина. Населението на общината е 569 души (към 2012 г.).